# Deutenberg (Villingen-Schwenningen)
Der Deutenberg ist eine Erhebung im Stadtbezirk Schwenningen der Stadt Villingen-Schwenningen. Der Name leitet sich von „di“ und „dun“ ab, was „klein“ und „Berg“ bedeutet.
Er erreicht eine Höhe von ca. 718 m Seit seiner Nutzung als reines Wohngebiet stellt er den Nordostrand des bebauten Teils des Gemeindegebiets dar.